# Raymond Williams
Raymond Henry Williams (31. srpna 1921 – 26. ledna 1988) byl britský literární teoretik, kulturolog a spisovatel velšského původu, představitel tzv. Nové levice. Jeho dílo přispělo ke vzniku kulturálních studií, která on sám nazýval "kulturní materialismus".

## Akademická činnost
Studoval Trinity College na univerzitě v Cambridge. Během studií vstoupil do Komunistické strany Velké Británie, byl však záhy vyškrtnut, když se navzdory stranické linii (která platila do napadení Sovětského svazu) přihlásil do armády, aby bojoval proti Německu. Sloužil u protitankových jednotek a zúčastnil se vylodění v Normandii roku 1944. Po válce, roku 1946 dostudoval na Cambridge. Akademickou dráhu však zahájil na Oxfordu. Roku 1951 byl znovu povolán do armády, aby bojoval v Korejské válce, ale odmítl narukovat. Roku 1958 vydal svou klíčovou práci Culture and Society, která zaznamenala mimořádný ohlas, podobně jako kniha The Long Revolution z roku 1961. Ve stejném roce byl znovu přizván na Cambridge, kde se posléze stal profesorem (1974–1983). Od roku 1973 byl profesorem politických věd na Stanfordově univerzitě. Známým se v 60. letech stal i díky svým recenzím v deníku The Guardian, občas též psal prózu. Jeho odborné publikace se v té době soustředily na dějiny divadelního dramatu a románu (Moderny Tragedy, Drama from Ibsen to Brecht, The English Novel From Dickens to Lawrence) V 70. letech se přihlásil k velšskému nacionalismu a vstoupil do strany Plaid Cymru. Napsal v té době rovněž teoretické texty, které reagovaly na vznik kulturálních a mediálních studií (The Country and the City či Television: Technology and Cultural form, kde oponoval koncepcím Marshalla McLuhana). Po svém penzionování v roce 1983 se soustředil na beletrii.

### Próza
- Border Country (1960)
- Second Generation (1964)
- The Volunteers (1978)
- The Fight for Manod (1979)
- Loyalties (1985)
- People of the Black Mountains 1: The Beginning (1989)
- People of the Black Mountains 2: The Eggs of the Eagle (1990)

### Literární a kulturní teorie
- Reading and Criticism (1950)
- Drama from Ibsen to Eliot (1952)
- Drama in Performance (1954)
- Culture and Society (1958)
- The Long Revolution (1961)
- Communications (1962)
- Modern Tragedy (1966)
- Drama from Ibsen to Brecht (1968)
- The English Novel From Dickens to Lawrence (1970)
- Orwell (1971)
- The Country and the City (1973)
- Television: Technology and Cultural form (1974)
- Keywords (1976)
- Marxism and Literature (1977)
- Politics and Letters: Interviews with New Left Review (1979)
- Problems in Materialism and Culture: Selected Essays (1980)
- Culture (1981)
- Socialism and Ecology (1982)
- Cobbett (1983)
- Towards 2000 (1983)
- Writing in Society (1983)
- Raymond Williams on Television: Selected Writings (1989)
- Resources of Hope (1989)
- What I Came to Say (1989)
- The Politics of Modernism (1989)
- The Raymond Williams Reader (2001)
- Tenses of Imagination: Raymond Williams on Utopia, Dystopia and Science Fiction (2010)

### České překlady
- Strindberg a moderní tragédie. Přeložil František Fröhlich.1967 (úryvek z Modern Tragedy - Divadlo, 1967, č. 4)
- Devatenáct set osmdesát čtyři v roce 1984. Přeložila Kateřina Hilská. 1992 (krácená verze eseje Nineteen Eighty-Four in 1984, 1984 - Světová literatura. 37, č.1, 1992)
- Literární teorie. Přeložil Josef Šebek. 2014 (úryvek z Marxism and Literature - Richard a Josef Šebek (eds.) Texty v oběhu: Antologie z kulturně materialistického myšlení o literatuře. Praha: Academia, 2014.)
- Za hranice reálného socialismu. Přeložili Jaroslav Michl a Magdaléna Michlová. 2022. (Beyond Actually Existing Socialism, 1980 - Kontradikce, VI., 2022)